# Tatort: Armer Nanosh
Armer Nanosh ist ein Fernsehfilm aus der Kriminalreihe Tatort der ARD und des ORF. Der Film wurde vom Norddeutschen Rundfunk unter der Regie von Stanislav Barabáš produziert und am 9. Juli 1989 erstmals ausgestrahlt. Es handelt sich um die 220. Tatort-Folge. Für den Kriminalhauptkommissar Paul Stoever (Manfred Krug) ist es der 11. Fall. Für seinen Kollegen Peter Brockmöller (Charles Brauer) ist es der 8. Fall, in dem er ermittelt.

## Handlung
Valentin Sander, der von seiner Sinti- oder Romafamilie Nanosh genannt wird, ist ein angesehener Bürger Hamburgs und Besitzer eines großen Kaufhauses. Da er sehr für die Künstlerin Ragna Juhl schwärmt, stellt er ihre Bilder und Skulpturen in einer Galerie in seinem Kaufhaus aus. Seine Frau ist davon gar nicht begeistert, und auch mit seinem Lieferanten Bleichertz ist er sich in letzter Zeit uneins, weil dieser ebenfalls um Ragna Juhl wirbt. Als sich die Situation zuspitzt, verlässt Sander wegen der Künstlerin seine Frau und zieht zu seiner Angebeteten. Doch es dauert nicht lange und sie geraten in Streit. Sie fühlt sich von ihm eingeengt und er will sie nur für sich. Dabei weiß er, dass auch sein Sohn Georg in Ragna verliebt ist.
Yanko, das Oberhaupt der Großfamilie, bestellt seinen Neffen Nanosh zu sich. Er legt ihm nahe, das Land zu verlassen, da er im Polizeifunk erfahren hat, dass Ragna Juhl tot aufgefunden wurde. Da Nanosh am Abend noch bei ihr war und kein Alibi hat, wird die Polizei ihn, seiner Meinung nach, verdächtigen. Noch ehe Sander zustimmen kann, erscheint schon die Polizei im Lager der Sinti oder Roma und sucht ihn, sodass er notgedrungen untertauchen muss.
Die beiden Kommissare Stoever und Brockmöller erfahren, dass Sander seinen ältesten Sohn Moritz in einer Nacht-und-Nebel-Aktion dazu bestimmt hat, ab sofort seine Geschäfte in seinem Kaufhaus zu übernehmen. Der Prokurist, Heinrich Frohwein, ist darüber schockiert und befürchtet, dass die Banken ihre Kredite zurückziehen werden und ein Konkurs droht. Von ihm erfahren die Ermittler Details aus Sanders Vergangenheit. So hatte ein reicher Kaufmann Sander adoptiert und ihn damit vor der Deportation im Dritten Reich gerettet. Sein leiblicher Vater hatte das Konzentrationslager der Nationalsozialisten nicht überlebt, und damit wurde sein Onkel Yanko das Oberhaupt der Großfamilie. Der ist jedoch verärgert darüber, dass sein Neffe sich von seinen „Wurzeln“ abgewandt hat. Zumal er Nanoshs Vater seinerzeit versprochen hat, dass sein Sohn später die leitende Rolle innerhalb der Großfamilie übernehmen sollte.
Den Zusammenhalt der Sinti oder Roma will Stoever ausnutzen, um Sander zu finden. Er nimmt kurzerhand dessen Sohn Georg unter Mordverdacht fest und hofft, dass sein Vater sich daraufhin stellen wird. Der Plan geht auf. Sander erscheint auf dem Polizeirevier und gesteht den Mord, den er mehr als Unfall betrachtet. Für Stoever ergeben sich mit dem Geständnis auch Widersprüche, und er beschäftigt sich noch einmal mit dem Prokuristen, Heinrich Frohwein. Er hatte ihn als ehrgeizigen Angestellten kennengelernt und aus seinen Worten herausgehört, dass er innerlich einen großen Hass auf Sinti oder Roma hat. So konfrontiert Stoever ihn mit seiner Vermutung, dass er den letzten Streit von Sander mit der Künstlerin ausgenutzt und dass er sie umgebracht habe.
Ehe er Frohwein jedoch festnehmen kann, springt dieser in einem unbeobachteten Moment von seiner Dachwohnung aus in den Tod.

## Hintergrund
Dieser Tatort ist der zweite Fall des Ermittler-Duos Stoever und Brockmöller aus dem Jahr 1989 und zugleich ihr letzter vor der politischen Wende in Deutschland. Eine Quote liegt nicht vor.
Als Musiker sind Titi Winterstein und seine Band, darunter Häns’che Weiss, zu sehen und zu hören.

## Kritik
Die Kritiker der Fernsehzeitschrift TV Spielfilm vergaben eine mittlere Wertung (Daumen zur Seite) und befanden: „Spannender, aber zwiespältiger Fall“.
Armer Nanosh wurde wegen antiziganistischer Klischees kontrovers diskutiert, sowie wegen der These, die Naziverbrechen seien eine größere Bürde für die Nachfahren der Täter als für die der Opfer.